# Ronald Coifman
Ronald Raphael Coifman, né le 29 juin 1941 à Tel Aviv, est un mathématicien israélo-américain qui travaille en analyse harmonique (mathématiques), et notamment en analyse de Fourier non linéaire, sur les ondelettes et les méthodes numériques de l'analyse spectrale.

## Biographie
Coifman étudie à l'université de Genève, où il obtient un doctorat en 1965 sous la direction de Jovan Karamata. Depuis les années 1970, il est professeur à l'université Washington de Saint-Louis et, à partir de 1980, Phillips Professor of Mathematics à l’université Yale.

## Recherche
Les recherches de Ronald Coifman portent sur l'analyse de Fourier non linéaire, la théorie des ondelettes, les intégrales singulières, l'analyse numérique et let les méthodes numériques de l'analyse spectrale. Il s'intéresse aux nouveaux outils mathématiques pour le calcul efficace et la transcription de données physiques, avec des applications à l'analyse numérique, la reconnaissance et l'extraction de caractéristiques et le débruitage. Il développe pour cela des outils d'analyse pour le diagnostic spectrométrique et l'imagerie hyperspectrale.
En 2013, il a cofondé ThetaRay (en), une société de cybersécurité et d'analyse de big data.

## Prix et distinctions
En 1999 il obtient la National Medal of Science. Il est membre de l'Académie nationale des sciences (États-Unis), de l'Académie américaine des arts et des sciences et de la Connecticut Academy of Sciences and Engineering. En 2002 il est élu Fellow de l'Association américaine pour l'avancement des sciences gewählt. En 1999 il est lauréat du Pioneer Award de la SIAM. En 1996 il obtient le Sustained Excellency Award de la Defense Advanced Research Projects Agency et la Connecticut Science Medal. En 1990 il est conférencier invité au Congrès international des mathématiciens à Kyōto (Adapted multiresolution analysis, computation, signal processing and operator theory). En 2018 il est conférencier plénier du ICM à Rio (Harmonic analytic geometry on subsets in high dimensions – Empirical models). Il est lauréat en 2018 du Prix Schock. En 2024, il est lauréat du Prix George-David-Birkhoff.

## Publications
- Ronald Coifman et Yves Meyer, Wavelets : Calderon-Zygmund theory and multilinear operators, Cambridge University Press, coll. « Cambridge Studies in Advanced Mathematics », 1997, 336 p. (ISBN 978-0-521-42001-3).
- Ronald Coifman et Yves Meyer, Ondelettes et opérateurs. III Opérateurs multilinéaires, Paris, Hermann, 1991 (ISBN 978-2-7056-6127-4, SUDOC 001684922), xii + 383-532.
- Ronald Coifman et Yves Meyer, Au-delà des opérateurs pseudo-différentiels., Paris, Société Mathématique de France, coll. « Astérisque » (no 57), 1978, 2e éd., i + 185 (MR 0518170, zbMATH 0483.35082).
- Ronald Coifman et R. Rochberg, « Representation theorems for holomorphic and harmonic functions in {\displaystyle L_{p}} », dans Representation theorems for Hardy spaces, Paris, Société Mathématique de France, coll. « Astérisque » (no 77), 1980 (MR 0604369), p. 11-66.
- Ronald Coifman et Guido Weiss, Analyse harmonique non-commutative sur certains espaces homogènes : Étude de certaines intégrales singulières, Springer-Verlag, coll. « Lecture Notes in Mathematics » (no 242), 1971, vi+162 (ISBN 978-3-540-05703-1, DOI 10.1007/BFb0058946).